# ТЕЦ Уйпешт
ТЕЦ Уйпешт — теплова електростанція в столиці Угорщини місті Будапешт.
Початок виробництва електроенергії на майданчику в Уйпешті був пов'язаний із забезпеченням потреб залізниці. У 1910-му тут розпочали генерацію з використанням парових машин, а за кілька років з'явились перші парові турбіни. Після ще кількох модифікацій станція станом на 1930 рік мала загальну потужність 9 МВт, а в 1935—1938 роках в черговий раз підсилили котельне господарство та встановили ще одну турбіну потужністю 2 МВт.
У 1960-х станцію перетворили на теплоелектроцентраль, для чого в 1964—1966 роках замінили конденсаційні турбіни трьома турбінами із протитиском загальною потужністю 10,1 МВт. Первісно подавали лише пару промисловим споживачам, а з 1978-го ТЕЦ Уйпешт залучили також до живлення системи централізованого опалення. У 1980-х на тлі зростаючого попиту встановили два водогрійні котла потужністю по 116 МВт.
З моменту заснування станція використовувала вугілля, на початку 1950-х для компенсації його низької калорійності стали додатково залучати до спалювання мазут, а в 1968-му перевели котли на природний газ (останній за кілька років до того подали до Уйпешту через відгалуження від газопроводу Гайдусобосло – Будапешт).
У 2002 році ТЕЦ пройшла докорінну модернізацію та була перетворена на парогазову станцію комбінованого циклу електричною потужністю 111 МВт. Тут встановили газову турбіну потужністю 74 МВт, яка через котел-утилізатор живить одну парову турбіну з показником 37 МВт. Також змонтували додатковий паровий котел продуктивністю 80 тон пари на годину (наразі великим споживачем пари від ТЕЦ Уйпешт є фармацевтична компанія Chinoin).
Можливо відзначити, що в Будапешті також діють ТЕЦ Кішпешт, ТЕЦ Kelenfold і потужна парогазова ТЕС Чепель.